# Raymond Siestrunck
Raymond Siestrunck, né le 21 octobre 1919 à Besançon et mort le 21 mars 2005 à Bandol, est un physicien et mathématicien français. Ses travaux concernent la mécanique des fluides et ses applications à l'aéronautique.

## Biographie

### Famille
Il épouse Denise Pérès (Marseille, 1924 - Bandol, 2020), fille du mathématicien et physicien Joseph Pérès et de Geneviève Robin, fille du philosophe Léon Robin. Denise Pérès est la sœur de Jean-Marie Pérès (zoologue et océanographe biologiste).

### Carrière professionnelle
Ancien élève de l'École normale supérieure (1939), il est reçu cacique à l'agrégation de physique en 1943, devient membre de la Société mathématique de France, en 1948, professeur d'aérodynamique à l'École nationale supérieure de mécanique et d'aérotechnique (ENSMA) à Poitiers et actionnaire de la Compagnie Industrielle des Aéromoteurs (CIAMO), d'avions-taxis, fondée par Claude de Cambronne au Maroc.
Raymond Siestrunck est connu pour avoir travaillé au sein du trio de mathématiciens-physiciens Paul Germain, Raymond Siestrunck et Lucien Malavard, trio créé sous la houlette du normalien, mathématicien et physicien Joseph Pérès, son beau-père.
Maître de conférences à la Faculté de Poitiers, en 1959, il est chef de la division Recherche de l'Office national d'études et de recherches aérospatiales en 1960. Professeur de Mécanique Physique et Expérimentale à la faculté des Sciences de Paris en 1962 et fondateur du Groupe d'acoustique musicale de l'université Paris 6 en 1963, il est professeur à l'École normale supérieure de l'enseignement technique (ENSET) à Cachan.
En 1980, il s'intéresse à la valorisation des débouchés de certains maîtres es sciences en proposant la mise en place d'un enseignement complémentaire gestion-commerce.
Il favorise l'introduction de l'acoustique musicale à l'université Pierre-et-Marie-Curie tout en participant activement à la création de diplômes spécialisés d'enseignement de la mécanique, notamment l'agrégation.

## Distinctions
- Médaille de l'Aéronautique (4 avril 1950)
- Chevalier de l'ordre national de la Légion d'honneur (31 juillet 1959)
- Docteur honoris causa de l'université libre de Bruxelles (8 novembre 1962)
- Commandeur de l'ordre des Palmes académiques (21 juillet 1983)

## Publications
- Thèse de Docteur es sciences physiques (1949), Écoulement à potentiel dans les machines hélicoïdales simples.
- Écoulements à potentiel dans les machines hélicoïdales simples, Office National d'Études et de Recherches Aéronautiques, ONERA, Paris (1949), Publication n° 32
- Aérodynamique des systèmes coaxiaux contrarotatifs, (avec J.J. Bernard), 1949
- Statique Appliquée, 1967, Armand Colin